# Mistress
Mistress és una pel·lícula còmica del 1992 dirigida per Barry Primus i protagonitzada per Robert De Niro, Danny Aiello, Eli Wallach, Robert Whul, Christopher Walken i Martin Landau.

## Argument
La història gira al voltant d'un arruïnat guionista de Hollywood, en Marvin Landisman (Robert Whul), que ha fet un guió que ha llegit en Jack Roth (Martin Landau), un productor que vol ajudar en Marvin a trobar inversionistes per realitzar la pel·lícula.
Troben gent que vol invertir-hi, com el despietat Evan (Robert De Niro), el trastornat veterà de guerra Carmine (Danny Aiello) i l'excèntric milionari George (Eli Wallach). Pel que sembla, però, cada un dels inversionistes té la seva pròpia noia per incloure a la pel·lícula, com la Beverly (Sheryl Lee Ralph) o la Patricia (Jean Smart).
Gradualment, el guionista és obligat a cedir davant els estàndards i fer canvis en el guió per conformar els seus patrocinadors, fins que l'aparença de les seves idees originals es dilueix. El projecte, a més a més, provoca tensió entre en Marvin i la seva dona (Laurie Metcalf).

## Repartiment
- Robert De Niro
- Danny Aiello
- Eli Wallach
- Robert Whul
- Christopher Walken
- Martin Landau
- Sheryl Lee Ralph
- Jean Smart
- Laurie Metcalf
- Chuck Low
- Ernest Borgnine
- Tuesday Knight
- Jace Alexander
- Vasek Simek